# Anche gli angeli tirano di destro
Anche gli angeli tirano di destro è un film del 1974 diretto da E.B. Clucher.

## Trama
Nella New York degli anni '20, il giovane Sonny Abernathy sogna di diventare un temuto gangster. Grazie ad un colpo di fortuna gli capita l'occasione di diventare il capo del racket in Mulberry Street. Nel tentativo però viene ostacolato da padre Rocky O'Flanagan, un prete irlandese patito del pugilato. Il sacerdote, che a sua volta nasconde una distilleria clandestina ma solo per aiutare gli orfanelli del quartiere, riuscirà comunque a ricondurlo sulla retta via, anche per il fatto che Sonny si innamora di Virginia, che scopre poi essere la sorella di O'Flanagan.

## Produzione
Sorta di seguito di Anche gli angeli mangiano fagioli (1973), senza Bud Spencer ma con il discobolo Ricky Bruch, il film può contare su una trama originale che trasforma la pellicola in una parodia del genere gangster, molto in voga negli anni '70.
Le riprese furono in gran parte effettuate presso il teatro 5 degli Studi De Paolis a Roma.

## Distribuzione
Il film venne distribuito nelle sale cinematografiche italiane il 24 ottobre 1974 dalla CIDIF (Consorzio Italiano Distributori Indipendenti Film).